# Dorit Aharonov
Dorit Aharonov (en hebreo: דורית אהרונוב‎: ; nacida en 1970) es una informática teórica israelí especializada en computación cuántica.

## Biografía
Aharonov se graduó en la Universidad Hebrea de Jerusalén con una licenciatura en Matemáticas y Física en 1994. Luego obtuvo un Máster en Físicas en el Instituto Weizmann de Ciencias. Obtuvo su doctorado en Informática en 1999 en la Universidad Hebrea de Jerusalén, y su tesis se tituló "Computación cuántica ruidosa". También realizó su posdoctorado en el departamento de matemáticas de la Universidad de Princeton y en el departamento de informática de la Universidad de California en Berkeley. Fue becaria en el Instituto de Estudios Avanzados entre los años 1998 y 1999.
En 2005, Aharonov fue perfilada por la revista Nature como uno de los cuatro "teóricos jóvenes... que están haciendo olas en sus campos elegidos", y al año siguiente recibió el Premio Krill a la Excelencia en Investigación Científica. Fue oradora invitada en el Congreso Internacional de Matemáticos 2010 en Hyderabad sobre el tema "Aspectos matemáticos de la informática".
En 2005, la revista Nature eligió a Aharonov como una de los cuatro "jóvenes teóricos... que están causando alboroto en sus respectivos campos", y al año siguiente recibió el Premio Krill a la Excelencia en Investigación Científica. Fue oradora invitada en el Congreso Internacional de Matemáticos de 2010 en Hyderabad sobre el tema de "Aspectos Matemáticos de Informática".
Aharonov es la sobrina del físico Yakir Aharonov.

## Investigación
La investigación de Aharonov trata principalmente procesos de computación cuántica, que incluye:
- Algoritmos cuánticos
- Criptografía cuántica y complejidad computacional
- Corrección de errores cuánticos y tolerancia a fallos
- Conexiones entre la computación cuántica y las redes y cadenas de Markov cuánticas
- Complejidad cuántica de Hamilton y sus conexiones con la física de la materia condensada
- Transición de la física cuántica a la clásica
- Comprensión del entrelazamiento estudiando la complejidad cuántica